# Crocus sativus
El azafrán es una especia derivada de los tres estigmas secos del pistilo de la flor de Crocus sativus, una especie del género Crocus dentro la familia Iridaceae.

## Características
El azafrán se caracteriza por su sabor amargo y su aroma; estos provienen de sus componentes químicos picrocrocina y safranal. También contiene un tinte de tipo carotenoide llamado crocin, que da a la comida un color amarillo dorado. Esto hace del azafrán un componente apreciado en muchos platos en todo el mundo. En España se utiliza como componente indispensable de las paellas, también se usa en la confección de arroces, carnes y mariscos. El azafrán tiene asimismo aplicaciones en medicina. El azafrán alcanza precios elevados porque su recolección y manipulación son muy delicadas y su rendimiento muy bajo. Por su alto valor económico se ha denominado oro rojo, habiendo sido objeto de muy diversas adulteraciones y falsificaciones aprovechando su nombre y su valor.
Es una especia cuyo mercado mundial, tanto en producción como exportación, ha estado siempre encabezado por Irán, seguido por otros países como España, Marruecos, India y Grecia.
Se necesitan doscientas cincuenta mil flores de azafrán para lograr un kilogramo de azafrán puro. En 2010 el precio del azafrán en España rondaba los tres mil euros el kilo, en 2016, cinco mil euros y en 2020 hasta ocho mil.

## Historia

### Etimología
La palabra "azafrán" es muy similar en distintas lenguas, habiendo sobrevivido sin casi alteración en árabe (za`frān زعفران), inglés (saffron), francés (safran), italiano (zafferano), catalán (safrà), y griego (zafora [ζαφορά]), así como en idiomas de fuera de Europa como el amhárico (safron [ሰፍሮን]), el kazajo (zağıparan [зағыпаран]), el hindi (zafran [ज़ाफ़रान]), el tailandés (yafaran [หญ้าฝรั่น]) y el japonés (safuran [さふらん, サフラン]). Las mayoría de las fuentes concuerdan en que proviene de la palabra árabe az-za'fran o zaʽfarān (cuyo origen se desconoce) que significa amarillo y es parónimo de záfaran. Esta palabra se habría extendido por la península ibérica, y de ahí al resto de Europa y otros países, directamente o mediante la forma latina medieval safranum. A modo de ejemplo, el inglés saffron proviene del anglonormando saffron o safren, el alemán Safran del francés safran, y el ruso shafran directamente del árabe.
Según otras fuentes, que se apoyan en la presencia del cultivo del azafrán en la meseta iraní, safranum viene del persa zaferan (زعفران), zar (زر) que significa "oro" y par (پر) que significa "pluma" o "estigmas".

### Orígenes
Existen referencias del azafrán que datan del año 2300 a. C. A partir de esta fecha son variadas y diversas las referencias sobre su uso en ritos y ceremonias religiosas, en medicina, en la gastronomía, etc.

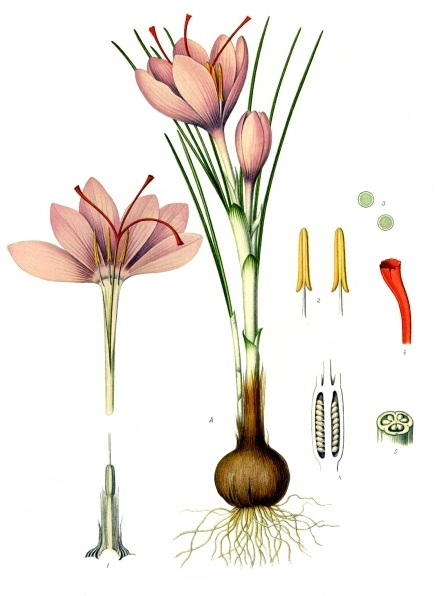
Ilustración

Según las investigaciones de los egiptólogos, ya se empleaba mucho en el antiguo Egipto. En los Cantos de Salomón se mencionaba ya el nombre de Karkom, como uno de los productos más alabados del reino vegetal. Con esta palabra, procedente tal vez de la India, está relacionado el nombre griego Krokos y el latino Crocum (Crocus de los poetas).
En la literatura griega y romana se cita con frecuencia, y lo que del azafrán en tales obras se dice demuestra el importante papel que el color y el olor del azafrán tuvieron en la vida refinada de la antigüedad clásica. Se ha usado frecuentemente como tinte (colorante). Se teñían de azafrán los vestidos de fiesta y se esparcía azafrán por el suelo de las salas en que se celebraban festines y se rellenaban de azafrán los cojines.
Una definitiva identificación del azafrán data de 1700-1600 a. C. en una pintura en el palacio de Minos en Knossos en Creta. Otro fresco datado de 1500 a. C. y que presenta a una joven cosechando azafrán ceremoniosamente, ha sido descubierto recientemente en Akrotiri en la isla de Santorini o Tera. El azafrán es recolectado, picando la flor entera en Minos, mientras que las jóvenes de Tera pican directamente solo los estigmas.
Más tarde el azafrán es mencionado en la Biblia, en la Ilíada y en el siglo V a. C. en el registro Kashonini. En el siglo IV a. C. la principal área de cultivo era Corycos en Cilicia, en las costas mediterráneas de Turquía y en Inglaterra.
En Egipto, hacia el 1000 a. C., el azafrán pudo ser usado en embalsamamientos o más tarde ocasionalmente para colorante de mortajas en donde las momias eran cubiertas, amarillo las hembras y rojo los varones. El azafrán era un importante colorante en la Grecia antigua y en Roma se utilizaba para colorear la ropa de matrimonio. En otro tiempo fue usado como tinte para el pelo por los romanos.
Los griegos lo consideraban como un perfume sensual. Era esparcido en los vestíbulos, patios y teatros griegos y en baños romanos; las calles de Roma fueron rociadas con un azafrán cuando Nerón entró en la ciudad.
El azafrán tuvo extraordinaria importancia en el ámbito comercial y sigue siendo un artículo importante (especialmente en España). En la Edad Media era la única especia que se cultivaba en Cataluña (tanto en la parte que actualmente está en España como en el Riberal del Rosellón, actualmente en Francia) y Comunidad Valenciana. El azafrán catalán de la Horta de San Juan era reconocido por su alta calidad nacional e internacionalmente y uno de los centros de venta más importantes del Mediterráneo tanto en la Baja Edad Media como en la Edad Moderna. Otro foco comercial era Venecia, cuyos compradores principales eran los alemanes. Empleados especiales que formaban parte del Ufficio dello Zafferano e iban armados, se encargaban de la inspección de los comerciantes de azafrán y de evitar que este fuese falsificado. La importancia del comercio del azafrán en Alemania se deduce ya del hecho de que en 1448 se registró en Verona una partida de azafrán destinada a Alemania, que fue evaluada en 10 000 ducados.
En la Baja Edad Media se usó en la industria textil para obtener un colorante amarillo en los tiempos de la expansión de las nuevas técnicas de agricultura, aumento de la población y renacimiento del comercio.
En Inglaterra el azafrán se negociaba en octubre. La tentación comercial parece tener superados los escrúpulos de algunos comerciantes y era conocida la adulteración, no se sabe si por la fibra de carne de caballo, con trozos de piel de cebolla o tiza coloreada; las penas con culpabilidad eran severas.

## Taxonomía

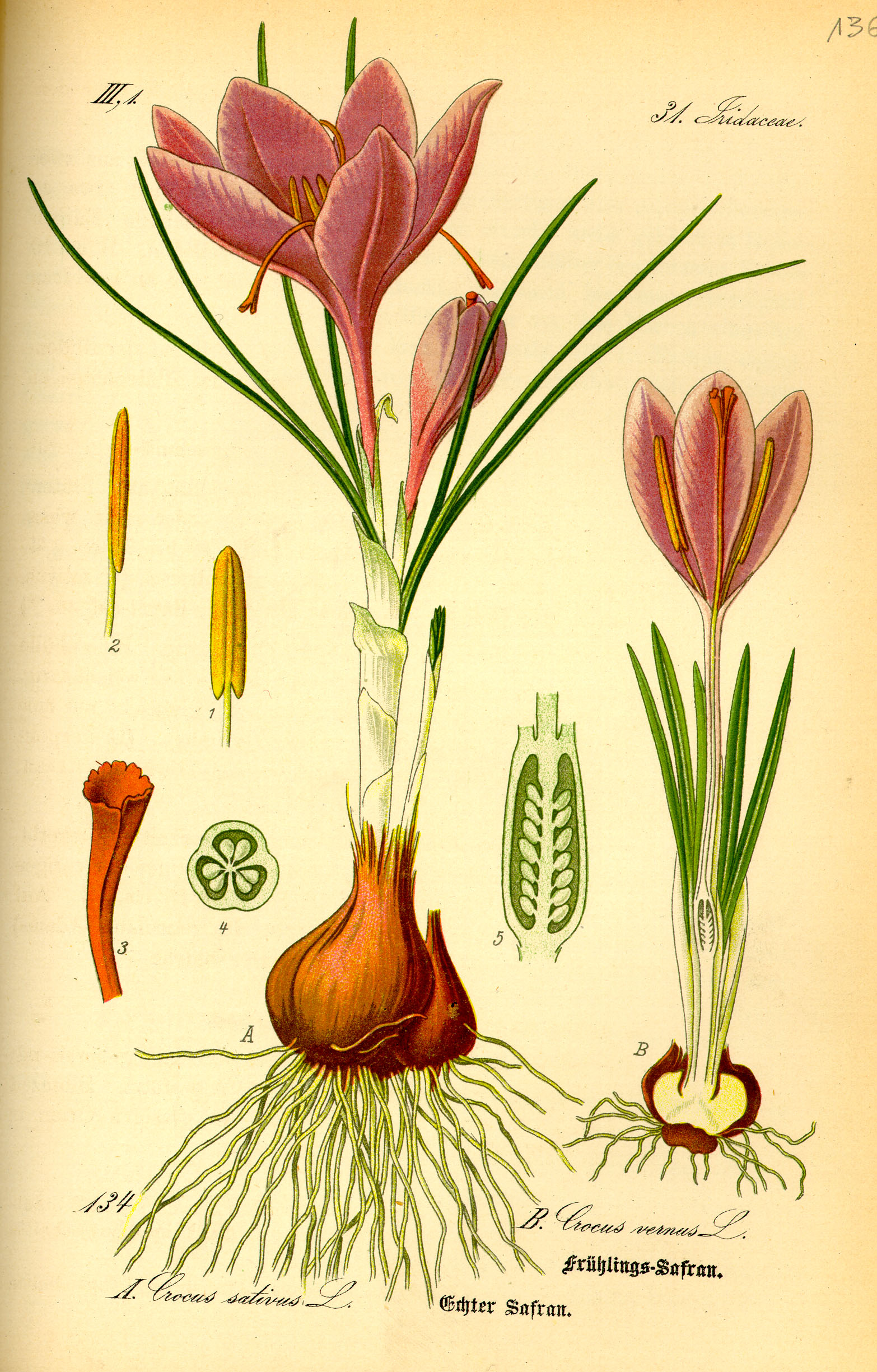
Ilustración

Crocus sativus fue descrita por Carlos Linneo y publicado en Species Plantarum 1: 36. 1753.
Etimología
Crocus: nombre genérico que deriva de la palabra griega:
κρόκος ( krokos ). Esta, a su vez, es probablemente una palabra tomada de una lengua semítica, relacionada con el hebreo כרכום karkom, arameo ܟܟܘܪܟܟܡܡܐ kurkama y árabe كركم kurkum, lo que significa "azafrán" (Crocus sativus), "azafrán amarillo" o la cúrcuma (ver Curcuma). La palabra en última instancia se remonta al sánscrito kunkumam (कुङ्कुमं) para "azafrán" a menos que sea en sí mismo descendiente de la palabra semita.
sativus: epíteto latíno que significa "cultivada".
Sinonimia
- Crocus autumnalis Sm.
- Crocus officinalis (L.) Honck.
- Crocus orsinii Parl.
- Crocus pendulus Stokes
- Crocus setifolius Stokes
- Geanthus autumnalis Raf.
- Safran officinarum Medik.[15]

## Cultivo y comercialización
El cultivo del azafrán parece haberse extendido del Oriente al Occidente. Teofrasto considera excelente el azafrán de Cirene y superior al de Grecia.

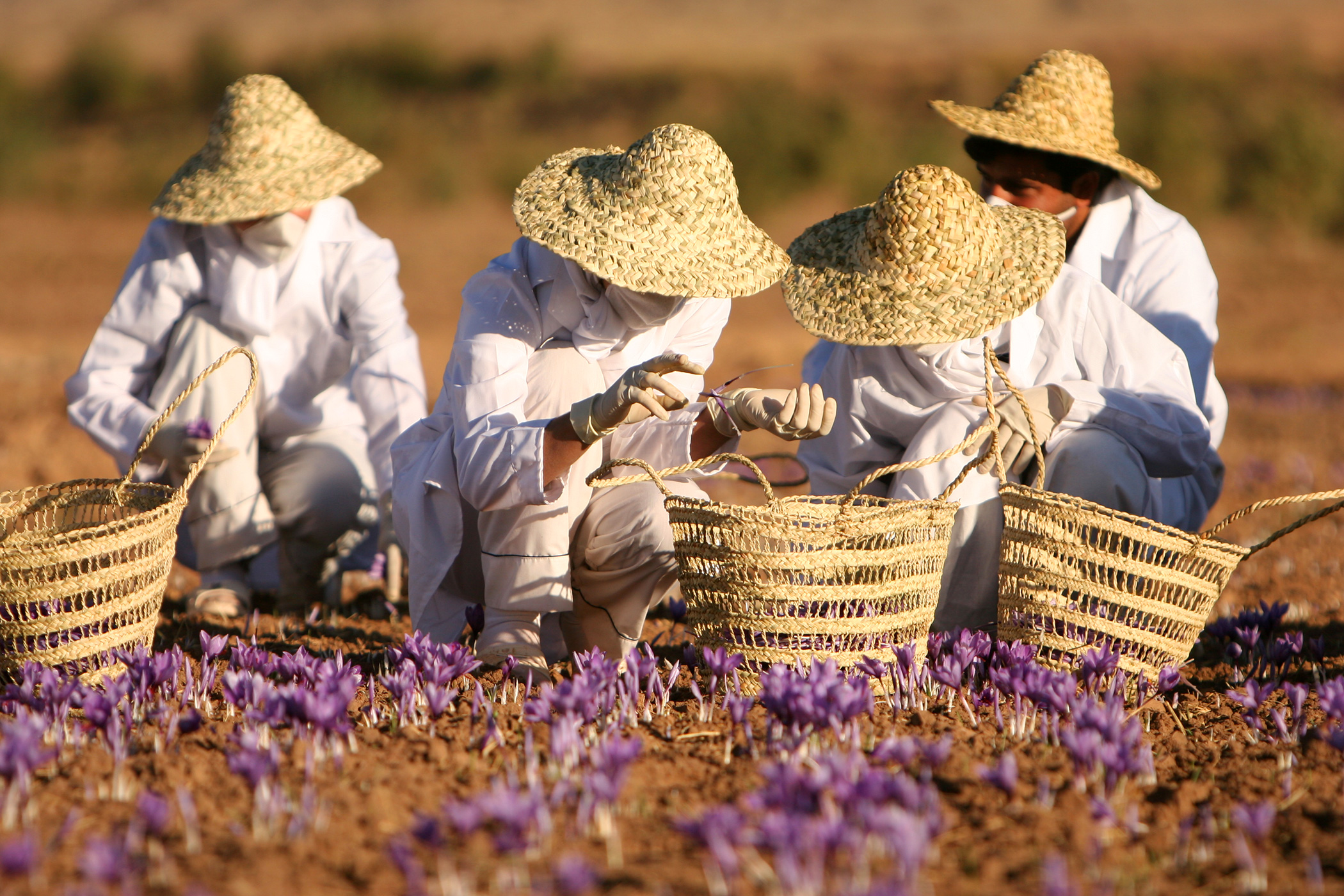
Recogida de azafrán en Irán

Virgilio canta al azafrán del monte Tmolo de Lidia, Varrón, Dioscórides. Columella y Plinio citan otras comarcas, especialmente de Asia Menor, que proporcionaba el mejor azafrán.

A mediados del siglo X se cultiva esta planta en la península ibérica, en donde probablemente fue introducida por los árabes. El consumo del azafrán fue aumentando en la Edad Media y extendiéndose a través de la Europa cristiana hasta Inglaterra.

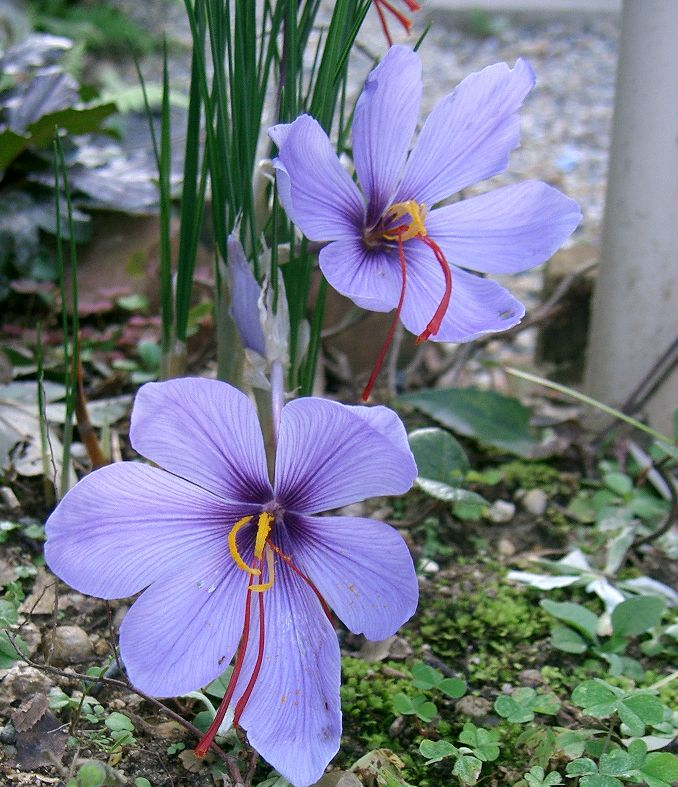
Detalle de la flor

Antiguamente el comercio del azafrán corría a cargo de los mercaderes de las ciudades medievales, los cuales realizaban estas transacciones en las ferias anuales de las comarcas azafraneras y en los mercados urbanos y tiendas de especiería más o menos próximas a aquellos. Las tiendas solían estar agrupadas en los antiguos barrios gremiales de la población.
Hoy el azafrán se cultiva en todo el Oriente (especialmente es países como Irán e India), en Marruecos, en los países de la Europa del Sur como Grecia, en Italia, en Suiza, en el Tirol, en la baja Austria, en Inglaterra y Pensilvania. En Francia se vuelve a cultivar en el Loiret, siendo Pithiviers un gran centro del comercio de azafrán.
España es actualmente el sexto país productor de azafrán del mundo y dispone de una denominación de origen protegida para el que se produce en La Mancha, Azafrán de La Mancha. Además se sigue produciendo en Cataluña y Aragón, donde ya se había cultivado en la Edad Media y moderna. El azafrán catalán ya tenía por entonces gran prestigio internacional y era la especia más consumida en la cocina tradicional de la época.
En 2010 España produjo unos 1500 kilos, pero según el Ministerio de Industria se exportaron bajo marca española casi 190 000 kilos. La explicación es que la ley permite no indicar la procedencia siempre que el envasado se haga en el país de origen. Así se importa por empresas españolas e iraníes azafrán a la mitad de precio, que es tratado y envasado en España.
Actualmente Irán es el productor del 90 % de la producción de azafrán del mundo.

## Gastronomía

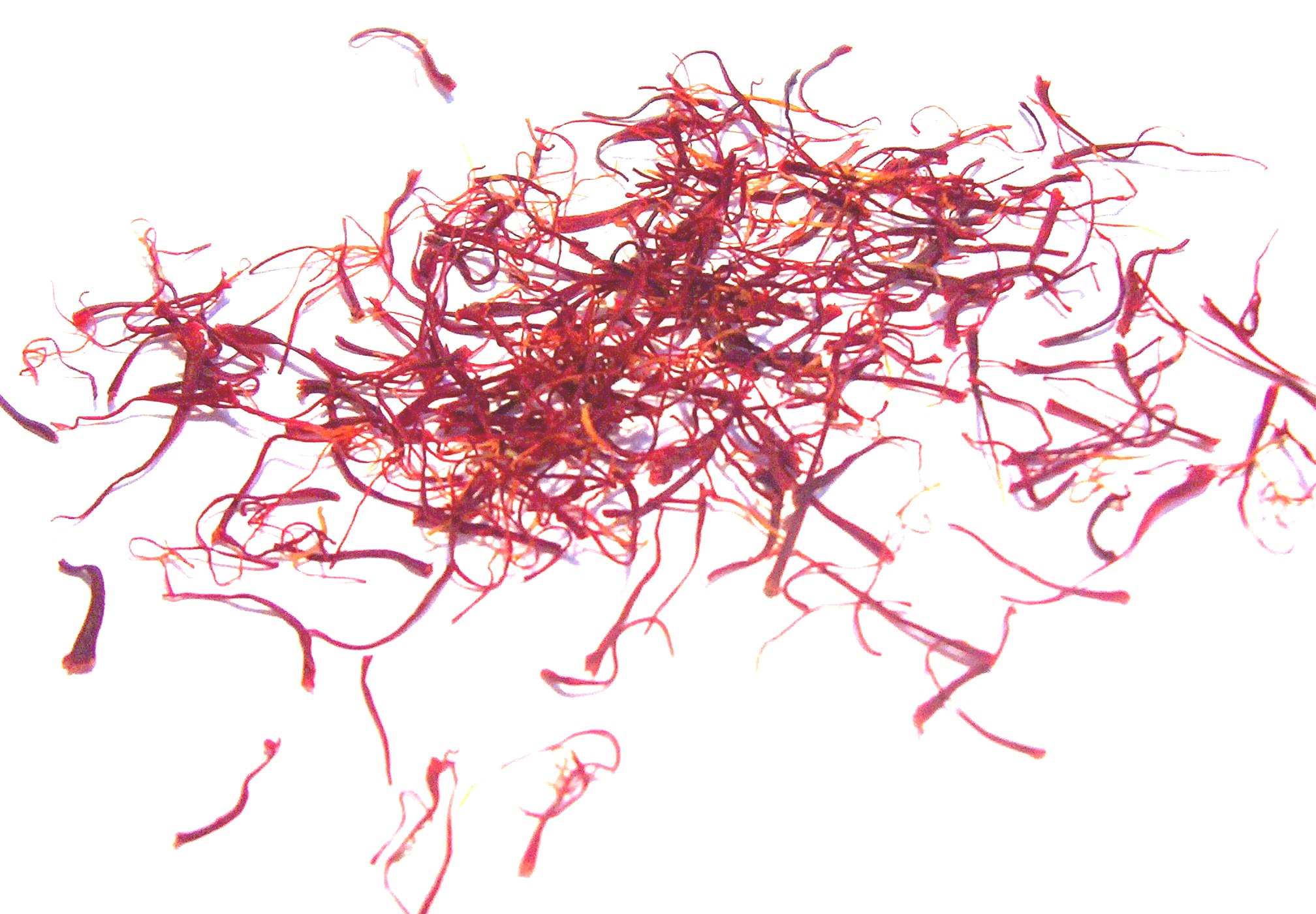
Azafrán: pistilos secos de Crocus sativus.

En España el principal uso del azafrán es el gastronómico. Se utiliza en pequeñas cantidades, aproximadamente un pistilo por ración y sirve como condimento y da color a los guisos, maceraciones (por ejemplo, para los pinchos morunos), arroces, etc.
En la cocina medieval de la Corona de Aragón, en parte por ser la única especia no importada (junto con las hierbas silvestres como el tomillo, el romero, etc.), era la más frecuente en todos los recetarios, como el Llibre de Sent Soví o el Llibre del Coch. También era una de las más frecuentes, aunque no la que más, en otras cocinas, como la francesa, en las que actualmente ya no es una especia de uso diario. En España, en cambio, y concretamente en Cataluña, Comunidad Valenciana e Islas Baleares, las especias medievales que han desaparecido son otras, por ejemplo, el jengibre, mientras que el azafrán sigue siendo una de las más presentes.
El azafrán se emplea todavía como condimento habitual en las picadas y para dar aroma y sabor tanto a preparaciones saladas como en dulces. Se usa típicamente en platos a base de arroz (como el arroz a banda), de pasta (como los fideos a la cazuela o la fideuá) o de patata, o también en escabeches y en guisos. Asimismo sirve para dar color a cremas y otras preparaciones dulces de sabor de huevo o de limón habitualmente. En Cataluña un postre muy típico con azafrán es, por ejemplo, la genestrada, una variante del manjar blanco que se diferencia de este sobre todo en el color, que es amarillo gracias al azafrán, y a que contiene pasas y piñones.
Entre las recetas más características en las que interviene el azafrán como ingrediente básico figuran: almoronía, arroz en caldero, arroz para el Sabat, caballa a la ceutí, cazón en adobo, cordero al estilo sirio, cuscús con pescado, fabes con almejas, gallina en pepitoria, gazpacho manchego, harira (sopa para el Ramadán), metha pullao (arroz amarillo indio), osobuco con risotto al azafrán, pakhlava (tortas dulces indias), Pan de Navidad sueco, Potaje de Cuaresma, sopa bullabesa, zerde (arroz dulce a la turca).

## Investigación
El uso del azafrán con fines distintos a los tradicionales ha sido aplicado en distintas sociedades desde hace miles de años. Ya desde Asiria y Babilonia se utilizaba el azafrán con usos que iban más allá de los alimenticios y colorantes, ya que era utilizado para tratar distintas dolencias digestivas o urinarias. Además, es muy conocido el uso de esta especia en la medicina Ayurvédica, la medicina tradicional China y en Persia. Así mismo, el uso del azafrán con fines terapéuticos ha aparecido en distintos escritos de Grecia, Alejandría y Roma, además de ser uno de los remedios más importantes de la medicina tradicional islámica durante la Edad Media.
Es importante recordar el uso que tradicionalmente ha tenido como antidepresivo, habiendo registros de uso con estos fines desde el siglo XI )Son varios los estudios que han ofrecido resultados preliminares positivos acerca del uso del azafrán en el estado de ánimo y la depresión. De hecho, un estudio realizado en ratones en 2020. y que utilizó un extracto de azafrán mostró sus efectos antidepresivos, mejorando algunos de los síntomas relacionados con la misma (como pueden ser el bajo estado de ánimo, la incapacidad para experimentar placer, la pérdida de interés, etc.). Estos resultados, aunque prometedores, no fueron comprobados en humanos.
Otro estudio realizado en Australia en 2017, con 128 participantes que recibieron distintas dosis de un extracto estandarizado de estigmas de Crocus sativus L, mostró una mejora significativa del estado de ánimo, así como de los síntomas relacionados con el estrés y la ansiedad cuando la dosis administrada era de 28 mg/día.
Aunque estas no son las únicas investigaciones que relacionan los beneficios del azafrán con la mejora del estado de ánimo, estrés o depresión, ya que en 2018 un estudio mostró que la administración de un extracto de azafrán durante 8 semanas mejoraba los síntomas de ansiedad y depresión en adolescentes con niveles moderados y medios de ambas dolencias.
Además, destacan los hallazgos obtenidos en un estudio realizado en 2021 en mujeres que habían entrado en la perimenopausia, la cual es el período de tiempo previo a la menopausia y en la que se empiezan a experimentar algunos de los síntomas de ésta. En este estudio de 12 semanas se observó que la administración de un extracto de azafrán dos veces al día presentaba una mejoría en los síntomas psicológicos relacionados con la menopausia.
Pero no solo son importantes los prometedores hallazgos encontrados sobre los efectos del azafrán sobre la depresión, la ansiedad y el estrés, ya que estudios realizados en 2018, 2020 y 2021 demuestran los beneficios de éste para dormir. Utilizando un extracto de azafrán estandarizado al 3,5% en crocinas y safranal estos estudios han mostrado importantes mejoras en la calidad del sueño como demuestran los resultados obtenidos en los distintos cuestionarios utilizados en los participantes (ISI, RSQ, PSD, DASS-21, etc.).
Por otro lado, hay indicios que muestran que el azafrán puede tener también efectos positivos sobre la salud visual. Los resultados de estos estudios demuestran la importante capacidad antioxidante y antiinflamatoria del azafrán, la cual se relaciona con la disminución de los efectos de la degeneración macular relacionada con la edad. 
Por todo esto, son cada vez más las investigaciones y estudios enfocados a las distintas propiedades terapéuticas que el azafrán puede ofrecer.